# Heerlen
Heerlen est une ville et commune néerlandaise située dans la province du Limbourg et comptant environ 90 000 habitants.
Elle connaît une forte croissance lors du développement des activités minières au début du XXe siècle, puis une crise de l'emploi avec son arrêt. La ville met alors en place un programme de réhabilitations minières intitulé « Du noir au vert » (Van zwart naar groen) qui supprime notamment les terrils pour en faire des matériaux de terrassement et un paysage végétalisé afin de changer l'image de la région.

## Géographie
C'est une des cinq grandes villes de l'Euregio Meuse-Rhin.
Heerlen est aujourd'hui rattachée aux villes de Kerkrade, Brunssum, Landgraaf et même Herzogenrath en Allemagne aussi à cause du fort mitage de la région.
Ces cinq villes comptaient une population de 250 000 habitants.

## Économie
L'exploitation des mines était une part majeure de l'économie de la ville avant le déclin des années 1960. Après avoir bénéficié d'une énergie peu chère grâce au charbon extrait sur place, la commune a récemment ouvert des forages géothermiques pour l'exploiter à nouveau, mais d'une autre manière.
La ville est également connue pour être le siège de Stichting Pensioenfonds ABP, la caisse de retraite pour les fonctionnaires et les salariés de l'éducation aux Pays-Bas, et l'un des fonds de pension les plus importants du monde.

## Énergie géothermique
Depuis plusieurs décennies on étudie et cherche à cartographier et développer le potentiel géothermique et localement le potentiel d’anciennes mines de charbon,,.
À Heerlen, la ville expérimente depuis 2006 une réutilisation des anciennes galeries pour en extraire des calories. Après la fin des pompages d'exhaure, ces galeries ont été naturellement peu à peu réinondées, par environ onze millions de m3 d'eau de nappe. La température de cette eau est de 28 °C environ à 700 m, et de 34 °C à 800 m. Avec l'aide d'échangeurs thermiques et d'une pompe à chaleur, le chauffage et la climatisation des nouveaux bâtiments du centre-ville ont ainsi pu être assurés, d'une part avec des eaux superficielles fraîches (18 °C) en été, d'autre part avec des eaux chaudes prélevées en profondeur en été. Les anciens puits ayant été colmatés, de nouveaux puits ont dû être creusés en 2006 pour accéder à cette ressource. Après extraction des calories ou frigories, l'eau est réinjectée à 250 m de profondeur. Une des difficultés de ce type d'exploitation est que les eaux chaudes profondes se minéralisent et peuvent endommager les échangeurs thermiques par des dépôts encroûtants.

## Sites et monuments

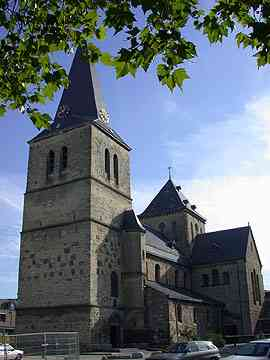
Église Saint-Pancrace.

- Église Saint-Pancrace, église du XIVe siècle inscrite en 1967 comme rijksmonument.
- Église Saint-Joseph, église de béton construite en 1957 et inscrite comme rijksmonument en 2010.
- Le Peppermill, ancienne discothèque, haut lieu de la culture gabber dans le Limbourg.

## Manifestations sportives
La ville a accueilli les championnats du monde de cyclisme sur route en 1967.

## Personnalités liées à la commune
- Pieke Roelofs (1989-), photographe et lanceuse d'alerte néerlandaise.
- Thomas Bernhard (1931-1989), écrivain autrichien, y est né.